# Cyparium pici
Cyparium pici (лат.) — вид жуков-челновидок (Scaphidiinae) рода Cyparium из семейства жуков-стафилинид. Бразилия.

## Описание
Мелкие жесткокрылые: длина тела от 3,35 до 4,35 мм. От близких видов отличаются следующими признаками: основная окраска тела чёрная; усики полностью жёлтые, булава светлее; передний край надкрылий красновато-коричневый. Гипомерон и мезанэпистернум с тонкой бороздчатой микроскульптурой. Метавентрит гладкий; над межтазовыми пластинками в грубой пунктировке. Вентриты 1–5 густо и грубо пунктированы. Эдеагус сильно склеротизован, вершина короткая; парамеры короткие. Склериты внутреннего мешка сильные. Дистальные гонококситы короткие, прямые и толстые. Блестящие, коричневато-чёрные. Надкрылья покрывают все сегменты брюшка, кроме нескольких последних. Формула члеников лапок: 5—5—5. Предположительно, как и близкие виды микофаги.

## Таксономия и этимология
Вид был впервые описан в 2022 году и назван в честь французского энтомолога Мориса Пика (Maurice Pic, 1866—1957) за его крупный вклад в изучение жуков-челновидок Scaphidiinae.